# Brachymystax savinovi
Brachymystax savinovi és una espècie de peix de la família dels salmònids i de l'ordre dels salmoniformes.

## Morfologia
- Els mascles poden assolir 47 cm de longitud total.[4]

## Hàbitat
És un peix d'aigua dolça, de clima temperat i bentopelàgic.

## Distribució geogràfica
Es troba des del Kazakhstan fins a la conca del riu Amur.

## Observacions
És inofensiu per als humans.